# Podomyrma turneri
Podomyrma turneri é uma espécie de formiga do gênero Podomyrma, pertencente à subfamília Myrmicinae.